# Virginie Kenebel
Marie Virginie Kenebel, más conocida como Virginie Kenebel, o bien Knebel, Kennebel o Kénébel, (Lyon, 23 de abril de 1819-París, 31 de agosto de 1884) fue una artista de circo francesa especializada en equitación acrobática y danza.

## Trayectoria
Nació en 1819 en el seno de la familia circense de los artistas ecuestres Sophie Avrillon y Louis Knebel, ambos directores de compañías.
En Europa, actuó en la región de Leópolis a mediados de la década de 1820. Con apenas diez años, su repertorio consistió en reinvenciones ecuestres de ballets, como la cachucha revisitada por Fanny Elssler, y más tarde La sílfide, inspirada por Marie Taglioni.
Su período de actividad coincidió con el desarrollo del panneau, una silla de montar plana, a modo de escenario en miniatura, que permitía a las amazonas bailarinas practicar pasos de baile sobre el lomo de un caballo galopando en torno a la pista de circo; en contraste con las amazonas de alta escuela, especializadas en la ejecución de las figuras de doma clásica sentadas de costado sobre el caballo, y con los especialistas en volteo acrobático ecuestre, que realizaban acrobacias sobre éste.

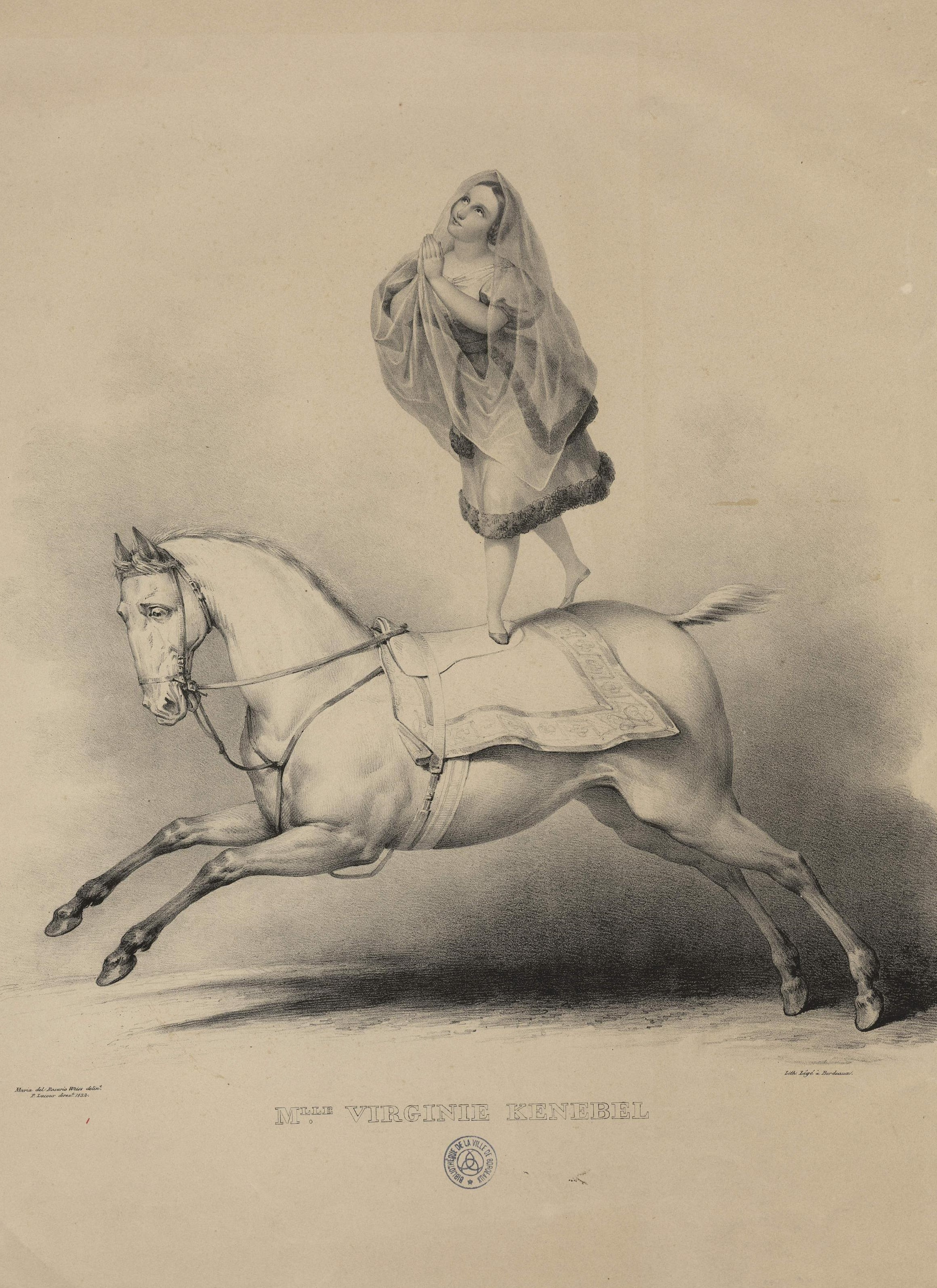
Virginie Kennebel en Burdeos en 1832. Litografía, Rosario Weiss

En 1837, actuó en el Cirque d'Été, contratada por Louis Dejean para la apertura de la temporada.
Kenebel se casó en 1837 o en junio de 1846 con Victor Franconi, también artista ecuestre y director de la Société des deux cirques de París, el Cirque d'Été y el Cirque d'Hiver.
En 1845, se retiró como amazona para dedicarse a su familia y a la educación de sus hijos. Falleció en París y está enterrada junto con parte de la familia Franconi en el cementerio del Père Lachaise.
Balzac la comparó con una versión ecuestre de Marie Taglioni.